# Sadri Khiari
Sadri Khiari (Tunisi, 26 febbraio 1958) è uno scrittore, giornalista, artista e intellettuale tunisino, membro fondatore del Consiglio nazionale delle libertà in Tunisia e responsabile dei rapporti internazionali dell’associazione Raid – Attac Tunisia.
Collaboratore della rivista: Critique comuniste. Alcuni suoi saggi sono: Tariq Ramadan, mitologia della Umma e resistenza culturale, dove viene criticata la figura e l'opera di Ṭāriq Ramaḍān pur riconoscendo un certo valore.

## Fonti
- Olivier Roy "Islam alla sfida della laicità".

| Controllo di autorità | VIAF (EN) 42070133 · ISNI (EN) 0000 0001 1875 3244 · LCCN (EN) no2003085729 · GND (DE) 1129896536 · BNE (ES) XX5527773 (data) · BNF (FR) cb14494644h (data) · J9U (EN, HE) 987007429032505171 |